# 황정일
황정일(1953년 ~ 2007년 7월 29일)은 대한민국의 외교관이며, 주중대사관 공사를 지냈다.

## 생애
외무고시 합격 이후 외교통상부에서 근무하였으며, 주로 동북아시아 지역국에서 근무하였다. 6자 회담 당시 한국 대표단의 일원으로 참여하기도 하였다.
주중대사관 공사로 임명되어 활동 중 2007년 7월 28일 사무실 인근 편의점에서 구매한 참치 샌드위치를 먹고 배탈이 나 다음날인 29일 베이징의 비스타클리닉병원을 찾았고 병원에서 링거 주사를 맞던 도중 호흡 곤란 증세를 보이며 10여분 만에 사망했다.
2007년 8월 7일 연합뉴스에 따르면 중국 정부는 같은 해 2월 긴급통지문을 통해 항생제 로세핀과 칼슘을 동시투약하지 말라는 주의통보를 전국병원에 내렸으며, 이러한 긴급통지문에도 불구하고 황정무 공사가 방문한 병원은 칼슘과 레시핀 항생제를 황 공사에게 투여한 것으로 밝혀졌다.
직접적인 사망 원인은 밝혀지지 않았으며, 질병으로 인한 (심근경색) 사망이라고 중국 위생부에서 공식적으로 발표하였다. 교도 통신사는 사용금지약 투여로 사망한 것이라고 보도하였다. 그러나 중국 정부의 발표와 달 대한민국 정부는 이를 의료사고로 봤으며, 중국이 금지된 약물을 투여하여 황정일 공사가 사망하였다고 봤다.
황정일 공사의 사망은 결국 제대로 된 검증이 이뤄지지 못한 상태에서 흐지부지되었다. 결국 그는 향년 55세로 중국 베이징에서 사망하였으며, 현지에서 영결식이 진행되었다. 사망 이후 황정일 공사는 동아시아 평화대사로 추서되었다. 황정일 공사의 가족은 국가를 상대로 소송을 제기하였으나, 패소하였다.

## 경력
- 주중국대사관 정무과장
- 외교부 동북아2과장
- 주일본대사관 총영사
- 주이라크대사관 공사
- 주중대사관 정무공사